# Номерні знаки Казахстану
Код Казахстану для міжнародного руху ТЗ — (KZ).
Казахстан запровадив перші національні номерні знаки в 1994 році. Формат регулярних номерних знаків мав вигляд «А 123 ВСМ», де А — код регіону, 123 — номер, ВС — серія, М — позначка приватного автомобіля.
В 2012 році запроваджено та розпочато видачу принципово іншого формату номерних знаків: 123 авс | 34, де 123 — номер, авс — серія, 34 — покажчик регіону.

## Серія 2012 року

### Вигляд номерних знаків
Передні номерні знаки мають розміри 520×112 мм, задні — 280×202 мм, мотоциклетні — 240×202 мм.
| Власність       | Передні НЗ | Задні НЗ | Причіп | Мотоцикл |
| --------------- | ---------- | -------- | ------ | -------- |
| Приватні        |            |          |        |          |
| Неприватні      |            |          |        |          |
| Поліція         |            |          |        |          |
| Дипломатичні    |            |          |        |          |
| Почесний консул |            |          |        |          |
| Недипломатичні  |            |          |        |          |
| Іноземці        |            |          |        |          |

### Коди регіонів (2012р.)
| Код | Регіон                         |
| --- | ------------------------------ |
| 01  | Астана                         |
| 02  | Алмати                         |
| 03  | Акмолинська область            |
| 04  | Актюбінська область            |
| 05  | Алматинська область            |
| 06  | Атирауська область             |
| 07  | Західноказахстанська область   |
| 08  | Жамбилська область             |
| 09  | Карагандинська область         |
| 10  | Костанайська область           |
| 11  | Кизилординська область         |
| 12  | Мангистауська область          |
| 13  | Південно-Казахстанська область |
| 14  | Павлодарська область           |
| 15  | Північноказахстанська область  |
| 16  | Східноказахстанська область    |